# 寧晉中心
寧晉中心（英語：Legend Tower）座落於香港九龍觀塘成業街7號，2010年1月落成開幕，前身為經緯工業中心，億京發展在2008年購入大廈業權後進行重建，打造出觀塘區其中一幢甲級商業大廈，初期命名為「成業街7號」。其後推售逾七成樓面，套現約14億元。
大廈樓高36層，地下至2樓為購物商場「東廣場」（E Plaza），3樓至10樓屬停車場，提供逾170個車位，11樓至36樓則是寫字樓樓層，樓底高度11呎，設有24小時全天候中央空調設備，6部載客升降機及2部貨物升降機。

## 大廈命名
大廈早在2008年年尾獲大鴻輝涉資近4億元預留，由於2007年-2008年環球金融危機的影響，大鴻輝放棄該批樓面，結果由鄧成波承接。晶龍集團在2009年以逾1.2億港元購入大廈兩層，取得了大廈冠名權，出於宣傳寧晉、服務家鄉的目的，2010年10月9日正式把大廈命名為寧晉中心。

## 東廣場

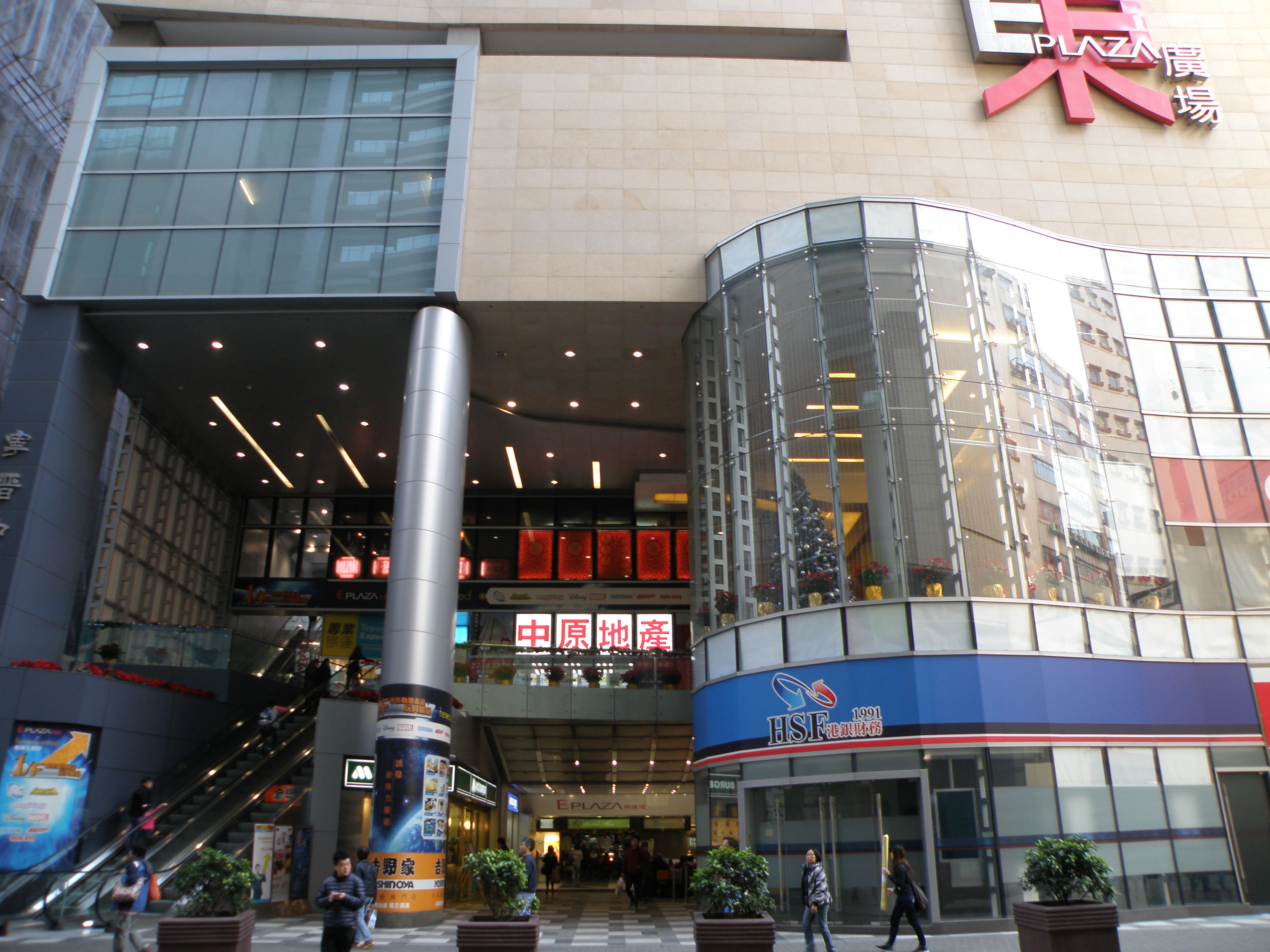
東廣場外貌

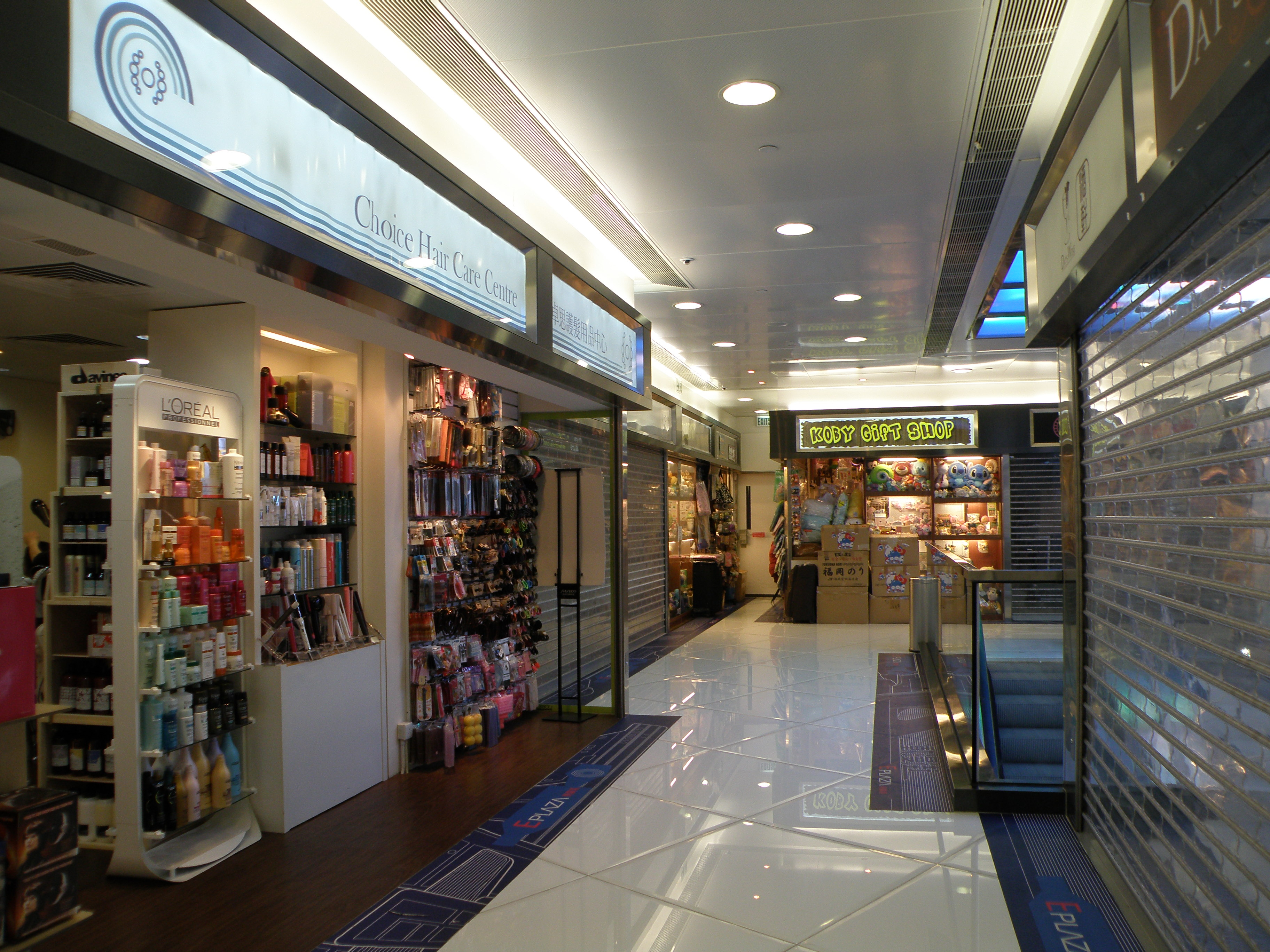
東廣場

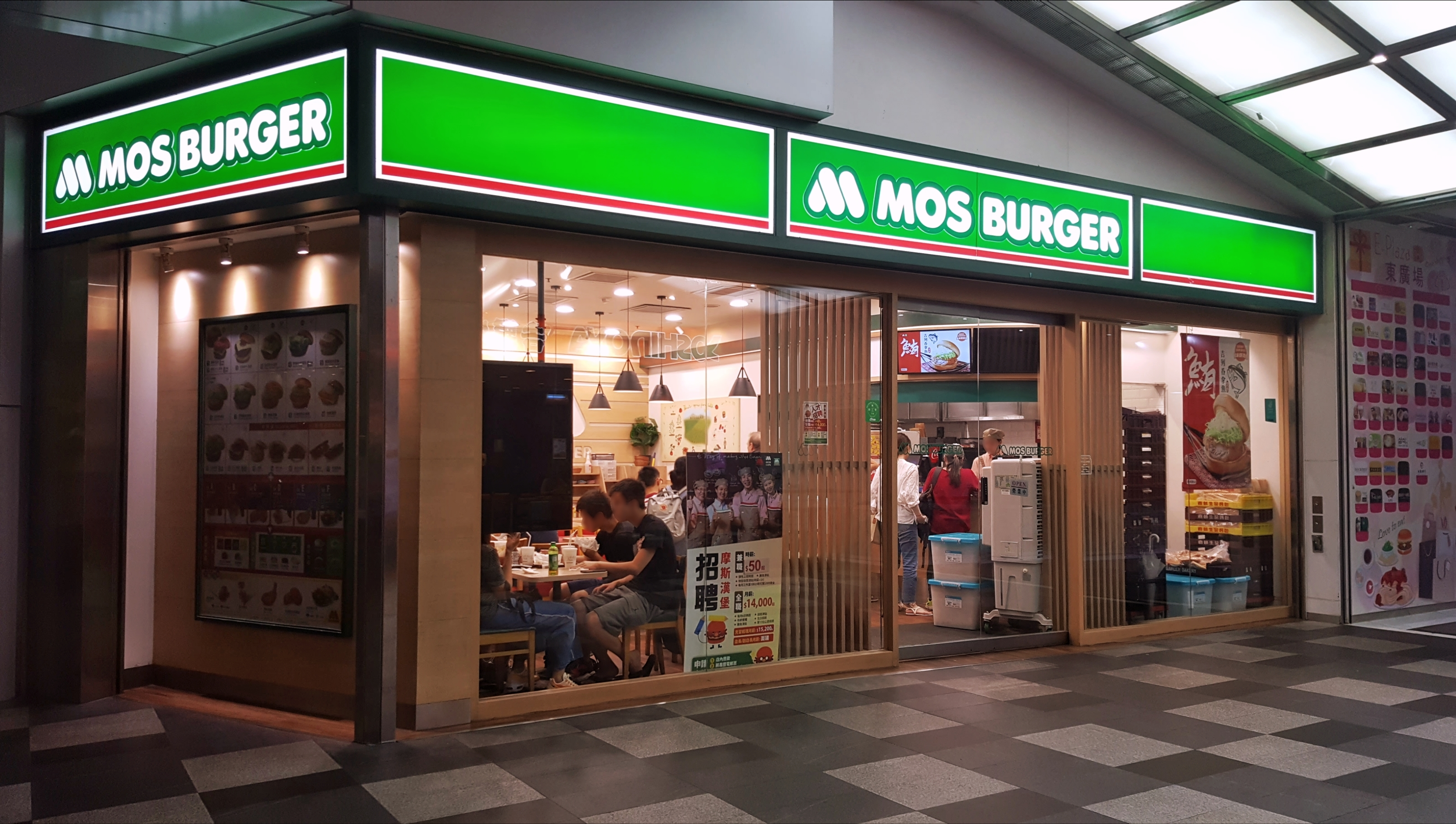
東廣場地下的摩斯漢堡

東廣場（E Plaza）於2010年9月正式開幕，樓高3層，總樓面面積逾60,000平方呎，地下樓面面積約24,000平方呎（65間商舖）；1樓樓面面積約17,000平方呎（51間商舖）；2樓樓面面積約19,600平方呎（42間商舖）。商舖面積由159平方呎至60,000餘平方呎不等。資深投資者鄧成波先生早於大廈落成後，斥資4.2億港元購入了商場部份，命名為「東廣場」。
現時租客包括永隆銀行、財務公司、地產代理、專業旅運及餐廳陶源酒家等。不過有媒體報道在2016年現場內近10間食店只可做外賣，違規擺枱凳供顧客堂食。

## 資料來源
1. ↑  . 東方日報. 2009-07-23  [2018-03-29]. （原始内容存档于2018-03-29）.
2. ↑  . 仲量聯行.   [2018-03-29]. （原始内容存档于2018-03-29）.
3. ↑  梁悅琴. . 文匯報. 2010-04-23  [2018-03-29]. （原始内容存档于2010-06-10）.
4. ↑  張珮琪、周子惇. . 蘋果日報. 2016-11-12  [2018-03-29]. （原始内容存档于2018-03-29）.

- Rent Office Hong Kong （页面存档备份，存于）
- 澎達物業顧問行有限公司[永久]
- 新華網－河北頻道
- 中原(工商舖)－市況速遞 2010年4月21日（页面存档备份，存于）

## 外部連結
- 寧晉中心官網（页面存档备份，存于）
- 寧晉中心交通網絡（页面存档备份，存于）